# Юнзан
Юнза́н (фр. Unzent) — коммуна во Франции, находится в регионе Юг — Пиренеи. Департамент коммуны — Арьеж. Входит в состав кантона Западный Памье. Округ коммуны — Памье.
Код INSEE коммуны — 09319.

## Население
Население коммуны на 2008 год составляло 123 человека.
| 1962 | 1968 | 1975 | 1982 | 1990 | 1999 | 2008 |
| ---- | ---- | ---- | ---- | ---- | ---- | ---- |
| 56   | 101  | 94   | 82   | 109  | 120  | 123  |

## Экономика
В 2007 году среди 75 человек в трудоспособном возрасте (15—64 лет) 51 была экономически активными, 24 — неактивными (показатель активности — 68,0 %, в 1999 году было 61,1 %). Из 51 активных работали 46 человек (26 мужчин и 20 женщин), безработных было 5 (3 мужчины и 2 женщины). Среди 24 неактивных 8 человек были учащимися или студентами, 9 — пенсионерами, 7 были неактивными по другим причинам.